# 坎德拉 (西孟加拉邦)
坎德拉（Khandra），是印度西孟加拉邦Barddhaman县的一个城镇。总人口13490（2001年）。

## 人口
该地2001年总人口13490人，其中男性7294人，女性6196人；0—6岁人口1722人，其中男868人，女854人；识字率57.11%，其中男性为66.49%，女性为46.06%。